# Tranvia Padova-Abano-Torreglia/Villa di Teolo
La tranvia Padova-Abano-Torreglia, con diramazione Tencarola-Villa di Teolo, era una linea tranviaria interurbana che collegava le città di Padova, Torreglia e Teolo dal 1911 al 1952.

## Storia

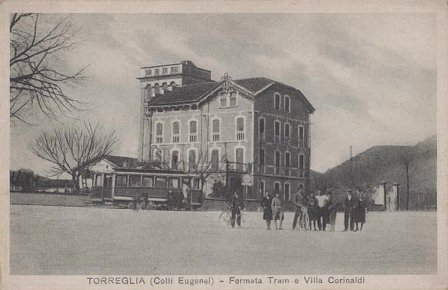
Torreglia, fermata Villa Corinaldi

I primi progetti di una tranvia tra Padova ed Abano risalgono alla metà degli anni Ottanta del XIX secolo: progettata dalla provincia di Padova assieme alle linee per Fusina, Bagnoli di Sopra e Piove di Sacco, tale linea avrebbe dovuto proseguire oltre Abano verso Lovolo, Barbarano Vicentino e Vicenza.
Nel 1909 il Comune di Padova presentò domanda per ottenere la concessione di una linea tranviaria a trazione elettrica tra Padova ed Abano: la concessione fu ottenuta nel 1911; pochi giorni dopo la Società Anonima Elettrovie Colli Euganei ottenne la concessione per costruire ed esercitare una tranvia elettrica tra Abano, Monteortone, Tramonte e Torreglia. L'inaugurazione delle linee Padova-Abano-Torreglia e Tencarola-Villa di Teolo avvenne il 23 aprile 1911.
La linea era gestita dalle Tramvie Comunali di Padova, che gestivano anche la rete tranviaria urbana. Con atto dell'8 dicembre 1926 la tratta Abano-Torreglia, ancora di proprietà e concessa alla Società Anonima Elettrovie Colli Euganei, fu ceduta al Comune di Padova.
Nel 1933 l'azienda tranviaria comunale chiuse, e si decise di appaltare i trasporti pubblici padovani alla SAER, che impostò un piano di trasformazione delle linee tranviarie in filovie e autolinee: nel 1937, in attuazione del piano, oltre all'attivazione della linea filoviaria urbana, la linea Padova-Villa di Teolo, prima tranvia della provincia ad essere soppressa, fu sostituita da un autoservizio.

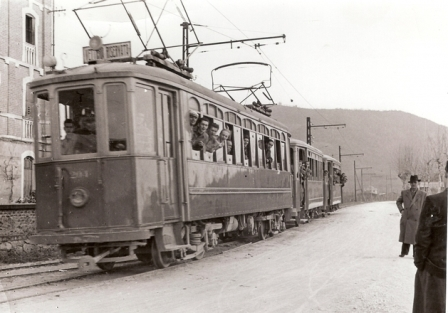
Torreglia, fermata davanti all’hotel La Torre

Durante la Seconda guerra mondiale la rete tranviaria padovana fu duramente colpita: due motrici furono gravemente danneggiate, così come dieci rimorchiate, una sottostazione elettrica, 650 metri di binario, 1,9 km di linea elettrica e quattro fabbricati. Nel 1947 la linea vedeva l'impiego di 1,73 agenti per chilometro; il corrispondente ricavo ammontava a Lire 781.369; il coefficiente d'esercizio era pari a 1,31.
Terminato il conflitto la SAER acquisì nuovi autobus per la linea celere Padova-Abano-Monteortone-Montegrotto e per la trasformazione della Padova-Torreglia in autolinea.
Il 13 ottobre 1951 il Consiglio comunale deliberò di costituire un'azienda speciale comunale per la gestione dei trasporti pubblici: l'Azienda Comunale Autofilotranviaria di Padova (ACAP), che subentrò alla SAER il 1º gennaio 1952 La nuova gestione decise di chiudere la Padova-Abano-Torreglia: l'ultima corsa tranviaria avvenne 30 settembre 1952, e dal giorno successivo fu istituita un'autolinea fino a Luvigliano. La tratta tra piazza Duomo e Brentelle di Sotto, percorso dalla linea urbana 6, rimase in esercizio sino al 1954, anno di chiusura della rete tranviaria patavina.

## Caratteristiche
|  | Unknown route-map component "uexKBHFa" |

|  | Unknown route-map component "uexBHF" |

| Unknown route-map component "CONTgq" | Unknown route-map component "uxmKRZo" | Unknown route-map component "CONTfq" |

|  | Unknown route-map component "uexBHF" |

|  | Unknown route-map component "uexBHF" |

|  | Unknown route-map component "uexBHF" |

| Unknown route-map component "uexSTR+l" | Unknown route-map component "uexABZgr" |  |

| Unknown route-map component "uexBHF" | Unused straight waterway |  |

| Unknown route-map component "uexBHF" | Unused straight waterway |  |

| Unknown route-map component "uexBHF" | Unused straight waterway |  |

| Unknown route-map component "uexBHF" | Unused straight waterway |  |

| Unknown route-map component "uexBHF" | Unused straight waterway |  |

| Unknown route-map component "uexKBHFe" | Unused straight waterway |  |

|  | Unknown route-map component "uexBHF" |

|  | Unknown route-map component "uexBHF" |

|  | Unknown route-map component "uexBHF" |

|  | Unknown route-map component "uexBHF" |

|  | Unknown route-map component "uexBHF" |

|  | Unknown route-map component "uexKBHFe" |

La linea, a scartamento metrico, era lunga 33,180 km ed era alimentata a 550 V cc.

### Percorso
Il capolinea si trovava in piazza Duomo; per un certo periodo, su richiesta del pubblico, fu portato in piazza delle Erbe.

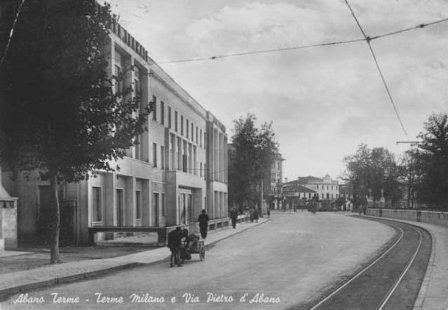
Abano Terme, via Pietro d'Abano

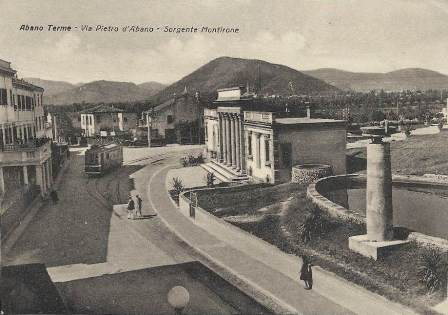
Abano Terme, sorgente Montirone

In località Brusegana sovrappassava la ferrovia Padova-Bologna con un cavalcavia, quindi seguiva la via Euganea toccando le località di Brentelle di Sotto e Tencarola, nella quale la linea si biforcava: da un lato verso Praglia e Villa di Teolo, mentre dall'altro toccava Abano, Monte Ortone e Tramonte giungendo a Torreglia, dove aveva il capolinea in piazza del Capitello.
A Villa di Teolo il capolinea era invece posto in prossimità dell'albergo Favaro, in seguito trasformato in un ristorante il cui nome richiama l'originaria presenza del tram.